# ماریو سانچس (بازیکن فوتبال)
ماریو سانچس (اسپانیایی: Mario Sánchez‎; ۲۴ ژوئن ۱۹۲۶ – ۲۴ ژانویهٔ ۱۹۸۷) بازیکن فوتبال اهل مکزیک بود.
وی همچنین در تیم ملی فوتبال مکزیک بازی کرده‌است.